# Absolute Non-Stop Party Dance vol. 1
Absolute Non-Stop Party Dance vol. 1, kompilation i serien Absolute Non-Stop Party Dance udgivet i 1995.

## Spor
1. Whigfield – "Think Of You/Saturday Night/Another Day MEGAMIX"
2. Alex Party – "Don't Give Me Your Life" (Saturday Night FMS Edit)
3. Greed – "Pump Up the Volume" (Clubaround Sound Mix)
4. Corona – "Baby Baby" (Lee Marrow Extended Mix)
5. La Bouche – "Be My Lover" (Club Mix 135 BPM)
6. Playahitty – "The Summer Is Magic" (Radio Mix)
7. Technotronic feat. Ya Kid K – "Recall" (Radio Mix)
8. Swing feat. Dr. Alban – "Sweet Dreams" (Extended Mix)
9. Magic Affair – "Fire" (Single Vers.)
10. Basic Element – "The Ride" (Radio Edit)
11. The Real McCoy – "Run Away" (Hallucination Mix)
12. Fun Factory – "Pain" (Radio Mix)
13. Maxx – "You Can Get It (Airplay Mix)
14. Centory – "The Spirit" (Montezumas Shore Mix BPM 148)
15. 2 In A Tank – "Boogie Woogie Bugle Boy (Don't Stop)" (Selebration Mix)
16. Robotnico II – "Backtired" (Radio Edit)
17. Herbie – "Right Type Of Mood" (Extended Mix)
18. Double You – "Dancing With An Angel" (Radio Mix)
19. E-Rotic – "Fred Come To Bed" (The Original)
20. Baby D – "Let Me Be Your Fantasy"